# Kanton Amance
Amance is een voormalig kanton van het Franse departement Haute-Saône. Het kanton maakte deel uit van het arrondissement Vesoul. Het werd opgeheven bij decreet van 17 februari 2014 met uitwerking op 22 maart 2015 en de gemeenten werden opgenomen in het kanton Port-sur-Saône.

## Gemeenten
Het kanton Amance omvatte de volgende gemeenten:
- Amance (hoofdplaats)
- Anchenoncourt-et-Chazel
- Baulay
- Buffignécourt
- Contréglise
- Faverney
- Menoux
- Montureux-lès-Baulay
- Polaincourt-et-Clairefontaine
- Saint-Remy
- Saponcourt
- Senoncourt
- Venisey